# David Amsalem
David Amsalem (hebreiska: דוד אמסלם) född 4 september 1971, är en israelisk före detta professionell fotbollsspelare (försvarare) som spelade största delen av sin karriär i den israeliska ligan i Beitar Jerusalem men även en kort period i England för Crystal Palace FC. Mellan 1992 och 1999 spelade han 31 matcher för det israeliska landslaget.